# Speed of Light (album)
Az Speed of Light Corbin Bleu második albuma, ami 2009. Március 10-jén jelent meg. Az album első kislemeze a "Moments That Matter". A videót a kislemez, a "Celebrate You" címmel 2009.

## Az album számai
1. Moments That Matter (Hudson, Eric/Kelly, Claude/Bleu, Corbin) – 4:52
2. Fear of Flying (Seals, Brian Kennedy/Kelly, Claude) – 4:27
3. Angels Cry (Hudson, Eric/Kelly, Claude) – 3:31
4. My Everything (Seals, Brian Kennedy/Kelly, Claude) – 2:52
5. Paralyzed (Seals, Brian Kennedy/Kelly, Claude) – 2:51
6. Willing to Go (Thomas, Terry "MaddScientist"/Thomas, Theron) – 3:38
7. Speed of Light (Seals, Brian Kennedy/Kelly, Claude) – 4:18
8. Champion (Hudson, Eric/Kelly, Claude/Bleu, Corbin) – 3:42
9. Close (Hudson, Eric/Kelly, Claude) – 3:20
10. Whatever It Takes (Hudson, Eric/Kelly, Claude) – 4:03
11. Rock 2 It (Seals, Brian Kennedy/Wakili, Mansa/Kelly, Claude) – 3:34

### Japán kiadás
1. Celebrate You (Nevil, Robbie/Gerrard, Matthew) – 3:10
2. Bodyshock (Rotem, J. R./Bogart, Evan/Bleu, Corbin) – 3:07